# Sedelnikovaea
Sedelnikovaea is een geslacht van korstmossen dat behoort tot de orde Lecanorales van de ascomyceten. De typesoort is Sedelnikovaea baicalensis.

## Soorten
Volgens Index Fungorum telt het geslacht vier soorten (peildatum december 2021):
| Soortnaam                       | Auteur(s)                                             | Publicatiejaar |
| ------------------------------- | ----------------------------------------------------- | -------------- |
| Sedelnikovaea baicalensis       | (Zahlbr.) S.Y. Kondr., M.H. Jeong & Hur               | 2015           |
| Sedelnikovaea marginalis        | (Hasse) S.Y. Kondr., Lőkös & Farkas                   | 2019           |
| Sedelnikovaea pseudogyrophorica | (S.Y. Kondr., S.O. Oh & Hur) S. Y. Kondr. & J.-S. Hur | 2019           |
| Sedelnikovaea subdiscrepans     | (Nyl.) S.Y. Kondr., Lőkös & Farkas                    | 2019           |